# Wolfgang Gaisböck

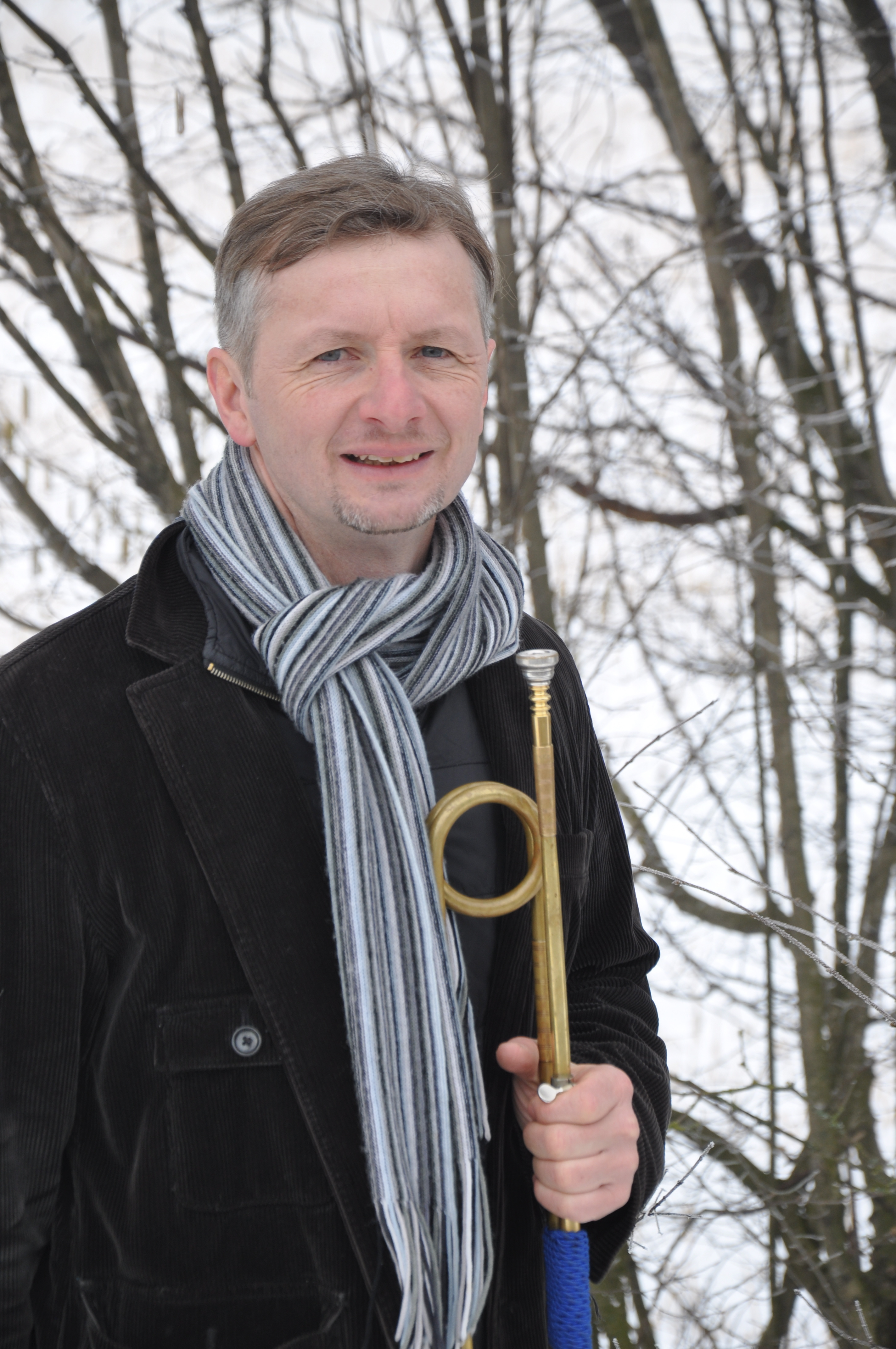
Wolfgang Gaisböck (2013)

Wolfgang Gaisböck (* 3. April 1972 in Taiskirchen im Innkreis) ist ein österreichischer Musiker mit dem Spezialgebiet historische Trompete.

## Leben
Wolfgang Gaisböck studierte ab 1990 Trompete am Brucknerkonservatorium Linz bei Josef Eidenberger und am Mozarteum Salzburg bei Hans Gansch.
Seit 1996 ist er Mitglied bei der Camerata Salzburg. Als Solist hat er bei führenden Ensembles der Alten Musik mitgewirkt (Concentus Musicus Wien unter Nikolaus Harnoncourt, Akademie für Alte Musik Berlin, Il Giardino Armonico, Concerto Köln, „The Bach Ensemble“ unter Joshua Rifkin). Konzerte mit diesen Ensembles führten ihn in die Berliner Philharmonie, ins Concertgebouw Amsterdam, ins italienische Teatro Municipale Valli, nach Finnland, Japan und Slowenien und im Rahmen der Proms in die Royal Albert Hall. Gaisböck gilt als einer der führenden Barocktrompeter, insbesondere als Spezialist für das 2. Brandenburgisches Konzert und dem Kantatenwerk von J. S. Bach. Mit der Trompeterin Alison Balsom verbindet ihn eine CD-Aufnahme und mehrere Kammermusikprojekte u. a. in der Wigmore Hall in London und in der Elbphilharmonie in Hamburg. Seine große Leidenschaft gilt der historischen Aufführungspraxis vom Barock bis zur Romantik.
Wolfgang Gaisböck lehrt seit 2005 historische Trompete an der Anton Bruckner Privatuniversität Linz und moderne Trompete am oberösterreichischen Musikschulwerk. Seit 2013 ist er Lehrbeauftragter für Naturtrompete an der Universität Mozarteum Salzburg. Wolfgang Gaisböck ist Mitbegründer des „Schwanthaler Trompeten Consort“.
Seit 2020 unterrichtet er auch an der Universität für Musik und darstellende Kunst Wien (mdW).

## CD-Einspielungen
- L’arte della trombetta, Schwanthaler Trompetenconsort, Gramola 99079, 2014.
- Johann Sebastian Bach: Weihnachtsoratorium, Deutsche Harmonia Mundi, 8869 711225 2, 2007 (mit Nikolaus Harnoncourt, Concentus Musicus Wien).
- Johann Sebastian Bach: Weihnachtsoratorium, Akademie für Alte Musik Berlin, BR Klassiks 201, 900902, CD/DVD, 2010 (mit Peter Dijkstra, Chor des Bayerischen Rundfunks).
- Johann Ludwig Bach: Trauermusik, Harmonia Mundi, HMC 902080, 2011 (mit Hans-Christoph Rademann, Akademie für Alte Musik Berlin).
- Heinrich Ignaz Franz Biber: Sonatae Tam Aris Quam Aulis Servientes, Challenge Classics CC72676, 2014 (Ars Antiqua Austria, Gunar Letzbor).
- Johann Caspar Ferdinand Fischer: Le Journal du Printemps, SWR Stuttgart, cpo 777 150 2, 2005 (mit Michi Gaigg).
- HK Gruber: Frankenstein!! EMI Classics, 5 5644 2, 1997 (mit Franz Welser-Möst, Camerata Salzburg).
- Music for the Royal Fireworks, Warner Classics, 2019 (Alison Balsom, The Balsom Ensemble)
- Orgel & Trompete, Austro mechana, SW 01004-2, LC 6575, 1996 (mit Bernhard Schneider, Orgel).[12]
- Franz Schreker: Kammersymphonie, EMI Classics, 55 6813 2, 2006 (mit Franz Welser-Möst, Camerata Salzburg).
- Small Gifts, Johann Sebastian Bach, Brandenburgisches Konzert Nr. 2, Deutsche Harmonia Mundi, 2017 (u. a. mit Andreas Scholl, Dorothee Oberlinger, Ensemble 1700)
- Robert Schumann: Symphonie Nr. 2, Sony Classical, LC 06868, 2016 (Dresdner Festspiel Orchester, Ivor Bolton).
- Walzer Revolution, Sony Classical, 88697914112, 2012 (mit Nikolaus Harnoncourt, Concentus Musicus Wien).
- Weihnachten am Münchner Hof, OEHMS-Classics, OC 771, 2010 (mit Rüdiger Lotter, Neue Hofkapelle München).

## Preise
Mit dem „Schwanthaler Trompeten Consort“ gewann er 2011 beim Internationalen H. I. F. Biber Wettbewerb 2011 im Augustiner Kloster St. Florian (Oberösterreich).